# Каниага

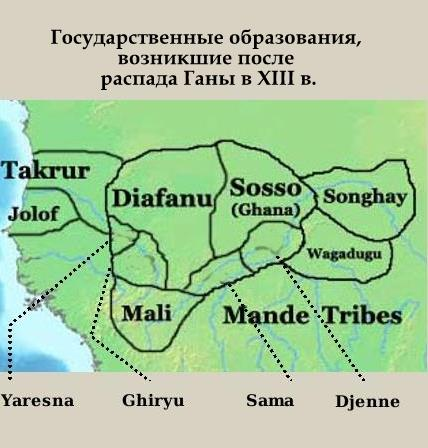
Государственные образования, возникшие на территории средневековой Ганы

Каниага — государственное образование этнической подгруппы сонинке сосо, существовавшее на территории современного Мали в XII в. В период расцвета Ганы сосо были её вассалами.
Сосо начали захватывать близлежащие области после ослабления Ганы в начале XIII в., когда во главе этнической подгруппы встал, представитель клана диарисо, Диарра Канте,
В 1203 г сосо захватили столицу Ганы — Кумби, которая была включена в состав государственного образования Каниага.
Правитель Сумангуру Кваннте (прибл. 1200—1235) предпринял попытку разбить небольшое к тому времени государственное образование Мали, однако в битве при Кирине, произошедшей в первой половине XIII века потерпел поражение, что положило начало упадку Каниаги и доминированию Мали в регионе.